# آناپورنا ۳
آناپورنا ۳ (انگلیسی: Annapurna III) نام کوهی در توده‌کوه آناپورنا است که با ارتفاع ۷٬۵۵۵ متری، ۲۴مین کوه مستقل است که قله فرعی کوه دیگری نیست. این کوه در سال ۱۹۶۱ توسط کوهنوردان هندی صعود شد.